# Третон Паламо
Третон Паламо (енгл. Thretton Palamo; 22. септембар 1988) амерички је рагбиста и репрезентативац, Играч је Сараценса, али је тренутно на позајмици у Лондон велшу. У каријери је играо и за француски Биариц. На светском првенству 2007., одржаном у Француској био је најмлађи играч. Дебитовао је против спрингбокса са 19 година. Као дечак поред рагбија, тренирао је кошарку и амерички фудбал. Бранио је боје САД у рагбију 7. Његов отац је био репрезентативац Самое у рагбију. Има једну сестру и два брата. 